# Des Pardes
Des Pardes (punyabi:  د يس پرد يس),  es una película paquistaní de acción y drama dirigida y escrita por Iftikhar Khan, coproducida por Zuilfiqar Ali Khan, bajo la bandera de la producción Pakistán Es una secuela del clásico de culto
El elenco revelado incluye a Sultan Rahi interpretando el papel principal junto a Mustafa Qureshi, Aasia y Afzal Ahmad :::::پاكستان

## Reparto
- Aasia:
- Sultan Rahi: Babar
- Mustaf Qureshi: Jack Pal
- Chakori:
- Afzal Ahmad: Tariq
- Aaliya
- Shagufta :
- Bahar
- Tariq Javed
- Khawar Abbas
- Rehan
- Changezi